# テレゴニー
テレゴニー（telegony）とは、ある雌がある雄と交尾しその後、その雌と別の雄との間に生まれた子に前の雄の特徴が遺伝する、という理論である。
人においては、未亡人や再婚、浮気、破局などの理由で子を成す前に交際していた男性と性行為を行っていた場合に、元交際相手の男性の性質が子に帯びること。
人間におけるテレゴニーは古来より一部で信じられており、男性が交際相手に処女性を求める根拠の一つとして挙げられることもあった。近代的な生物学、遺伝学の研究が始まるとテレゴニーは否定されていたが、近年の分子生物学などの発展に伴って、人間におけるテレゴニーを説明できるいくつかの分子メカニズムが提案されている、とする一派が存在する。。
人間以外の動物では、ハエの研究で遺伝子によらないエピジェネティックな遺伝のメカニズムとしてのテレゴニーが確認されている。
日本語では先夫遺伝（せんぷいでん)と呼ばれる。

## 来歴
アリストテレスが説明したこの理論は古代広く受け入れられ、中世ヨーロッパの学者たちがアリストテレスを再評価するにつれてこの理論も復活した。アルトゥル・ショーペンハウアーとハーバート・スペンサーは共にテレゴニーを信憑性のある理論だと思っていた。
ギリシャ神話にはテレゴニー的な妊娠という考え方はあった。同神話に登場する英雄たちでは、父親が二人いて一人は不死の存在（神）でもうひとりは死すべき者（人間）、というのはよくある話だったのである。例えばテーセウスは、人間および神を父として、一夜で二重に宿される形となった。古代当時の性の理解では、精液がまざることでテーセウスは神の性質と人間の性質を同時に受け継ぐ、と考えられたのである。このようにして英雄が人間を超えた性質を示すことを説明したのである。
1361年にエドワード黒太子は父エドワード3世の従妹ジョーン・オブ・ケントと結婚したが、既に2度の結婚をしているジョーンとの結婚には反対が多かった。テレゴニーはこの反対理由の一部であった。
ウァレンティヌスに追従するグノーシス主義者らは生理学的分野の概念を、その影響範囲を女性の思考にまで広げることによって、心的あるいは霊的な分野にまで取り入れた。フィリポによる福音書には以下のような記述がある。
女が誰を愛そうとも、生まれてくる子はその相手に似る。仮に相手が夫ならば子も夫に似、姦夫ならば姦夫に似る。ある女が夫と共に寝ているとき、その女の心は常習的に交わっている姦夫のところにあるというのはたびたびある。女は愛する男の子を生むのだから、子は姦夫に似るのだ。
19世紀には最も広く信じられたテレゴニーの例、モートン卿の牝馬が登場し、これは一流の外科医、エヴェラード・ホーム卿（Sir Everard Home）によって報告され、チャールズ・ダーウィンも引用した。モートン卿は白い牝馬と野生のクアッガの種牡馬を飼育していた。そして後に同じ牝馬と別の白い種牡馬を飼育したところ、奇妙なことに子の足にはクアッガのような縞模様があった。アウグスト・ヴァイスマンは以前からこの理論に対し疑念を表明していたが、1890年代まで科学的な反論は出来ずにいた。スコットランドのJames Cossar Ewart、およびドイツやブラジルの研究者らによる一連の実験ではこの現象の如何なる証拠も発見できなかった。現在この事例については対立遺伝子を用いて遺伝学的に説明できる。
分子生物学の発展以前の遺伝学では、「哺乳類においては受精卵の染色体の半分は精子、つまり父親から受け継がれるもので、もう半分は卵子、つまり母親から受け継がれる」とされており、テレゴニーは当時の遺伝学および生殖過程に関する知識と根本的に合致しなかった。
それにもかかわらず、テレゴニーは19世紀後半の人種差別主義者の会話にも影響を与えていた。例えば、「非アーリア人との子供を一度でも持てば、二度と純粋なアーリア人の子を持つことは出来ない」といった具合である。このアイディアはナチズムに採用された。

## 最近の進展
ニューサウスウェールズ大学のグループはテレゴニーに類似の現象を初めてハエで発見した。その結果は2013年のリスボンで行われた第14回ヨーロッパ進化生物学会で発表された。
スタンフォード大学のレオナルド・ハーゼンバーグ教授は1979年に胎児のDNAが妊娠によって母親の胎内に残る事を最初に証明した。 フレッド・ハッチンソン癌研究センターは2012年に胎児のDNAが脳関門を通過し、母親の脳内に残る事が珍しくない事を明らかにした。同じ年にレイデン大学医療センターは以前の妊娠で母親の体に入った胎児のDNAが年下の兄弟の中にも入る事を指摘した。
上記の事実から一部の科学者はテレゴニーを説明できる分子生物学的メカニズムを提唱している。 そのメカニズムとは精子による女性生殖器内の体細胞へ精子が侵入すること、妊娠による胎児の細胞を経由したDNAの結合、無細胞胎児DNA、精子から放出されたDNAの母体体細胞への取り込み、母体血中に存在する胎児のDNAによる影響、体細胞への外来性DNAの編入、精子や胎児に含まれるRNAによるエピジェネティクスな非メンデル遺伝などである。

## テレゴニーを扱った小説
- 押絵の奇蹟 - 夢野久作の伝奇小説。
- 白蟻 - 小栗虫太郎の推理小説。